# Maestría en Teología
La Maestría en Teología (en latín: Theologiae Magister, abreviado MTh, ThM, o MTheol) es un título de postgrado ofrecido por universidades, escuelas de divinidad y seminarios. Puede servir como título de transición para el ingreso en un programa de doctorado o como un título terminal independiente, dependiendo de los antecedentes educativos particulares de cada uno y de la institución de estudio. En América del Norte, el ThM típicamente requiere por lo menos 2-3 años de estudios de postgrado para entrar en el programa.

## Trabajo de curso
La maestría en teología a menudo incluye uno o dos años de estudios especializados de nivel avanzado y/o doctoral en investigación teológica (es decir, consejería, historia de la iglesia, teología sistemática, etc.). Dependiendo de la institución, puede o no requerir exámenes exhaustivos y una tesis de investigación, pero se requiere que produzca "resultados de aprendizaje que demuestren competencia avanzada en un área o disciplina de estudio teológico y capacidad para llevar a cabo investigaciones originales en esa área".

## América del Norte
En América del Norte, la Asociación de Escuelas Teológicas requiere que un Master en Teología, o el equivalente a un Master en Teología Sagrada, sea la credencial educativa mínima para enseñar temas teológicos en sus seminarios y escuelas de postgrado acreditadas. La Asociación de Escuelas Teológicas clasifica ambos títulos como "Programas Avanzados Orientados a la Investigación y Enseñanza Teológica".
La Maestría en Teología suele funcionar como un título de nivel terminal, dependiendo de la ruta educativa o la institución de estudio de cada uno. Algunas instituciones otorgan una Maestría en Teología en el camino hacia un Doctorado en Filosofía o Doctorado en Teología.